# 桑迪里弗種植園 (緬因州)
桑迪里弗種植園（英語：Sandy River Plantaton）是位於美國緬因州富蘭克林縣的一個種植園。

## 人口
根據2020年美國人口普查的數據，桑迪里弗種植園的面積為91.10平方千米，當中陸地面積為88.00平方千米，而水域面積為3.10平方千米。當地共有人口128人，而人口密度為每平方千米1人。